# Галапагосская акула
Галапагосская акула (лат. Carcharhinus galapagensis) — один из видов рода серых акул семейства Carcharhinidae. Этот вид предпочитает прозрачные воды, окружающие океанические острова, где он зачастую является наиболее массовым видом акул. Галапагосские акулы имеют крупные размеры и достигают в длину 3,7 м. У этого вида типичное для рифовых акул веретенообразное тело, поэтому его трудно отличить от тёмной акулы (Carcharhinus obscurus) и темнопёрой серой акулы (Carcharhinus amblyrhynchos). Отличительной чертой галапагосской акулы является высокий первый спинной плавник со слегка закруглённым концом, основание плавника расположено над задними кончиками грудных плавников.
Галапагосские акулы — активные и смелые хищники, они часто встречаются большими группами. Питаются в основном донными костистыми рыбами и головоногими моллюсками; рацион крупных особей более разнообразен, он включает других акул, морских игуан, морских львов, иногда они даже поедают мусор. Подобно прочим серым акулам галапагосские акулы размножаются живорождением. В помёте 4—16 новорождённых. Самка приносит потомство каждые 2—3 года. Молодые акулы, как правило, остаются на мелководье, чтобы не стать добычей взрослых акул. Галапагосские акулы ведут себя агрессивно по отношению к людям и считаются опасными. Международный союз охраны природы оценил статус сохранности этого вида как «Близкий к уязвимому положению», поскольку при медленным репродуктивном цикле он является предметом активного промысла.

## Таксономия и филогенез
Галапагосская акула была описана как Carcharias galapagensis Робертом Эвансом Снодграссом и Эдмундом Хеллером в 1905 году, последующие авторы причислили этот вид к роду Carcharhinus. Описываемый образец представлял собой зародыш длиной 65 см, полученный у Галапагосских островов, видовой эпитет присвоен по географическому месту его нахождения.
Гаррик (1982) отнёс галапагосских акул к группе «obscurus», одной из двух основных групп рода Carcharhinus. Эта группа состоит из большеносой акулы (Carcharhinus altimus), Carcharhinus perezi, серо-голубой акулы (Carcharhinus plumbeus), тёмной акулы (Carcharhinus obscurus) и длиннокрылой акулы (Carcharhinus longimanus). Все члены группы являются крупными видами, у них зубы треугольной формы, между первым и вторым спинными плавниками имеется гребень. На основе данных аллозимного анализа в 1992 году Нейлор (1992) подтвердил целостность этой группы, дополнив её шёлковой (Carcharhinus falciformis) и синей акулой (Prionace glauca). Ближайшими родственниками галапагосской акулы оказались тёмная, длиннокрылая и синяя акулы.

## Ареал
Галапагосские акулы встречаются в основном в тропиках у океанических островов. В Атлантическом океане они обитают вокруг Бермудских островов, Виргинских островов, о. Мадейра, о. Кабо-Верде, о. Вознесения, о. Св. Елены и о. Сан-Томе. В Индийском океане они встречаются у подводных островов Walter Shoal у южных берегов Мадагаскара. В Тихом океане их можно встретить вокруг острова Маупихаа, у Марианских островов, Маршалловых острова, о. Кермадек, о.Тупаи, архипелага Туамоту, Гавайских островов, Галапагосских островов, Кокосовых островов, островов Ревилья-Хихедо, о. Клиппертон и о.Мальпело. Есть несколько сообщений о присутствии вида в континентальных водах Пиренейского полуострова, у берегов Нижней Калифорнии, Гватемалы, Колумбии и восточной Австралии.
Галапагосские акулы обычно встречаются на континентальных и островных шельфах неподалёку от берега, они предпочитают массивные рифы с чистой водой и сильными сходящимися течениями. Известно, что они собираются вокруг скалистых островков и подводных гор. Этот вид способен пересекать открытый океан, курсируя между островами; одну акулу встретили по крайней мере в 50 км от земли. Неполовозрелые акулы редко опускаются глубже 25 м, а взрослые особи были зарегистрированы на глубине 180 м.

## Описание

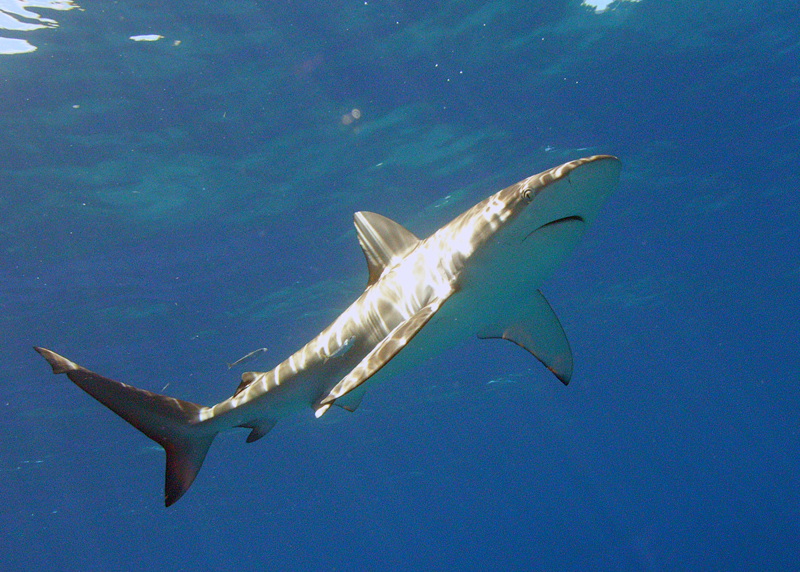

Галапагосские акулы — один из самых крупных видов рода серых акул, часто они достигают 3,0 м в длину. Максимальный зарегистрированный размер составляет 3,7 м, а масса тела — 85,5 кг.
Максимальный зарегистрированный вес 195 кг имела самка длиной 3 м.
Этот вид имеет стройное, обтекаемое тело типичное для серых акул. Рыло широкое и округлое, с нечётко выраженными кожными складками вокруг ноздрей. Глаза круглые, среднего размера. Во рту обычно по 14 зубных рядов (их число может колебаться в пределах 13—15) на обеих сторонах челюстей, а также один зуб на симфизе (в месте соединения правой и левой части челюсти). Верхние зубы крепкие, треугольной формы, в то время как нижние узкие; края верхних и нижних зубов покрыты зазубринами.
Первый спинной плавник высокий, серповидный, его основание лежит на уровне задних концов грудных плавников. Между первым и вторым спинными плавниками имеется гребень. Второй спинной плавник начинается за анальным плавником. Грудные плавники крупные, с острыми концами. Окраска сверху буровато-серая, брюхо белое, по бокам проходит лёгкая белая полоса. Края плавников тёмные, но помечены не отчётливо. Галапагосскую акулу можно отличить от тёмной акулы по большей высоте первого и второго спинных плавников, более крупным зубам, а от темнопёрой серой акулы по стройному корпусу и менее заострённому кончику первого спинного плавника. Тем не менее, при идентификации возможна путаница. Эти схожие виды также имеют разное количество позвонков туловищного отдела позвоночника: 58 у галапагосской акулы, 86—97 у тёмной акулы, 110—119 у темнопёрой серой акулы У галапагосской акулы пять пар сравнительно коротких жаберных щелей.

## Биология и экология
Прежде галапагосские акулы в большом количестве встречались на мелководье у островов. В своём первоначальном описании этого вида Снодграсс и Хеллер отмечали, что их шхуна добыла «несколько сотен» взрослых галапагосских акул, и что в воде можно рассмотреть ещё «тысячи». У изолированных островов Сан-Паулу вдоль Срединно-Атлантического хребта популяция галапагосских акул была описана как «одна из самых плотных популяций акул Атлантического океана». В некоторых местах они образуют крупные скопления, хотя и не являются стайными рыбами.

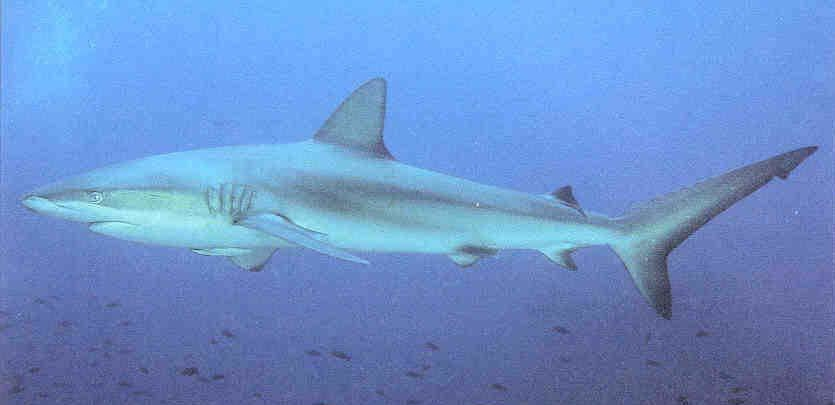

В ходе межвидовых контактов галапагосские акулы доминируют над чернопёрыми акулами (Carcharhinus limbatus), но уступают белопёрым серым акулам (Carcharhinus albimarginatus) равного размера. При столкновении или будучи загнанными в тупик галапагосские акулы могут демонстрировать угрозу аналогично другим серым рифовым акулам: их движения становятся резкими и отрывистыми, они выгибают спину, опускают грудные плавники, раздувают жабры и раскрывают челюсти. Также они могут начать раскачивать головой из стороны в сторону, чтобы удерживать опасный объект в поле зрения.

### Рацион и пищевое поведение
Галапагосские акулы питаются в основном донными костистыми рыбами (в том числе угрями, морскими окунями, камбалой, скорпенами, спинорогами) и осьминогами. Кроме того, иногда они поднимаются на поверхность и охотятся на скумбрий, летучих рыб и кальмаров. В рацион крупных особей входят хрящевые рыбы (скаты, небольшие акулы, в том числе своего вида) и ракообразные. Отмечалось, что галапагосские акулы иногда поедают несъедобные предметы, такие как листья, кораллы, камни и мусор. На Галапагосских островах наблюдались атаки этого вида на морских котиков (Arctocephalus galapagoensis), морских львов (Zalophus wollebaeki) и морских игуан (Amblyrhynchus cristatus). На о.Клиппертон в 1963 неполовозрелые галапагосские акулы окружили рыболовную лодку и стремительно атаковали её дно, вёсла и сигнальные буи. Акулы не реагировали на ротенон (рыбный токсин), служащий для отпугивания акул, и некоторые особи преследовали лодку и на мелководье, так, что их спины были видны на поверхности воды.

### Размножение

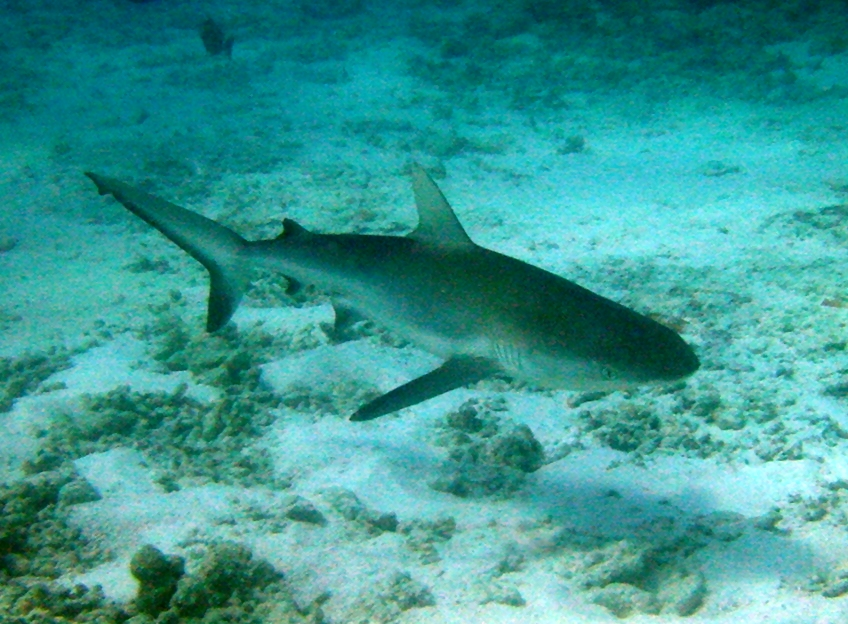

Подобно прочим представителям рода серых акул, галапагосские акулы являются живородящими; развивающиеся эмбрионы получают питание посредством плацентарной связи с матерью, образованной опустевшим желточным мешком. Самки приносят потомство раз в 2—3 года. Спаривание происходит с января по март, в это время на самках появляются шрамы от укусов самцов, у которых такое поведение выполняет функцию прелюдии перед спариванием. Беременность длится около года, весной самки приплывают на мелководье и рожают 4—16 акулят. Размер новорождённых составляет 61—80 см. Неполовозрелые акулы остаются на мелководье, чтобы не стать добычей взрослых акул. Половое созревание наступает у самцов при достижении длины 2,1—2,5 м, что соответствует возрасту 6—8 лет, а у самок 2,2—2,5 м и возраста 7—9 лет. Предположительно до 10 лет ни самки, ни самцы не участвуют в репродуктивном процессе. Продолжительность жизни этого вида составляет не менее 24 лет.

## Взаимодействие с человеком

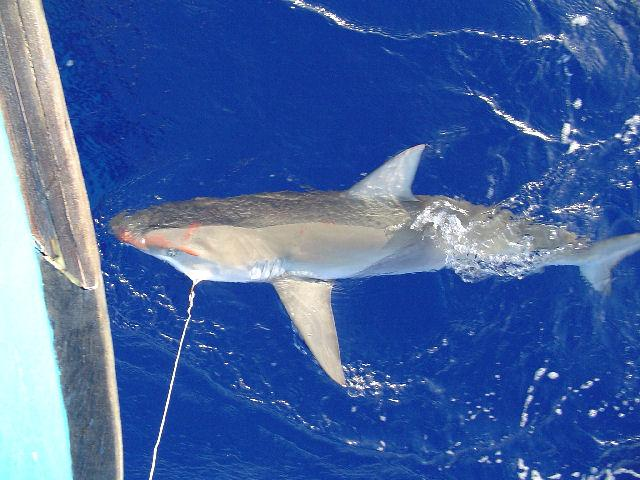

Любознательные и смелые галапагосские акулы считаются опасными для людей, а в тех местах, где они водятся в изобилии, открытый дайвинг (погружение без клетки) не рекомендуется. Известно, что они подходят близко к пловцам, проявляют интерес к рукам людей, совершающих плавательные движения, и сопровождают лодки рыбаков. В 1839 году у острова архипелага Сан-Паулу был зафиксирован следующий случай: «как только рыба была поймана, на неё набросились прожорливые акулы и, несмотря на удары вёсел, голодные монстры сожрали половину выловленной рыбы». В сообщении 1963 года с о. Клиппертон говорится, что «поначалу небольшие акулы кружили на расстоянии, но постепенно они подошли ближе и стали более агрессивны … разные популярные методы отпугивания акул не принесли результата». В конце концов ситуация обострилась до такой степени, что водолазы были вынуждены вылезти из воды. Возбуждённых галапагосских акул нелегко удержать. Если физически отогнать одну из них, она, совершив круг, вернётся в сопровождении сородичей, а применение против них оружия может вызвать пищевое безумие. В 2008 году было совершено два подтверждённых нападения галапагосских акул на людей: одна атака на Виргинских островах окончилась для жертвы летально, пострадавший на Бермудских островах человек выжил.
Международный союз охраны природы оценил статус сохранности галапагосской акулы, как «Близкий к уязвимому положению», поскольку низкий уровень репродуктивного цикла ограничивает её способность противостоять активному промыслу. Конкретных данных по добыче галапагосских акул нет. Их мясо высоко ценится по качеству. В то же время они всё ещё широко распространены на Гавайях, но, возможно, исчезли у берегов Центральной Америки; другие региональные популяции также могут оказаться под угрозой. Популяции о. Кермадек и Галапагосских островов охраняются в морских заповедниках.